# 51 Андромеды
51 Андроме́ды (лат. 51 Andromedae; известна также как И́псилон Персе́я (лат. υ Persei), HD 9927) — одиночная звезда в созвездии Андромеды на расстоянии приблизительно 169 световых лет (около 52 парсеков) от Солнца. Видимая звёздная величина звезды — +3,719m. Возраст звезды определён как около 1,7 млрд лет.

## Характеристики
51 Андромеды — оранжевый гигант спектрального класса K3III. Масса — около 1,75 солнечной, радиус — около 21,3 солнечных, светимость — около 142,1 солнечных. Эффективная температура — около 4951 K.

## Наименование
В «Уранометрии» Иоганна Байера (1602) и звёздном атласе Иоганна Боде «Уранография» (1801) упоминалась под названием Nembus. Птолемей в «Альмагесте» включил эту звезду в созвездие Андромеды, однако Байер перевёл её в созвездие Персея под названием υ Персея (Ипсилон Персея, лат. υ Persei). Флемстид переместил звезду обратно в созвездие Андромеды и присвоил ей современное обозначение.
В китайском языке, 天大將軍 (Тянь Да Цзян Цзюнь, Великий генерал Небес), относится к астеризму, состоящему из 51 Андромеды, γ Андромеды, φ Персея, 49 Андромеды, χ Андромеды, υ Андромеды, τ Андромеды, 56 Андромеды, β Треугольника, γ Треугольника и δ Треугольника. Сама 51 Андромеды известна как 天大將軍三 (Тянь Да Цзян Цзюнь сань, Третья звезда Великого генерала Небес).